# Justițiabil
În justiție, un justițiabil este o persoană care apare într-un proces judiciar, fiind obligată să răspundă în fața instanțelor. Denumirea se aplică tuturor persoanelor care participă la proces în calitate de părți, intervenienți, chemați în garanție etc. Nu sunt considerați justițiabili cei care nu au un interes direct legat de o acțiune în justiție, cum ar fi martorii, avocații, judecătorii, grefierii sau personalul administrativ al instanțelor. Justițiabilul poate alege să fie asistat de un avocat angajat sau numit din oficiu de instanță sau să se reprezinte singur.

## Părțile în proces
O persoană fizică sau juridică care are o pretenție împotriva alteia și nu o poate soluționa pe cale amiabilă trebuie să se adreseze unei instanțe de judecată. Persoanele implicate într-un litigiu cu privire la un drept se numesc părți. Litigiul implică cel puțin două părți cu interese opuse: reclamantul (cea care formulează pretenții) și pârâtul (cea împotriva căreia se formulează pretenția). Dacă persoana care se adresează instanței nu are o pretenție față de altcineva, se consideră că are o cerere care se va soluționa pe cale necontencioasă. Denumirea de „părți” este utilizată atât în faza judecății, cât și în faza executării silite. În cadrul procesului civil, părțile poartă denumiri diferite în funcție de etapă:
- La prima fază de judecată: reclamant și pârât.
- În faza de apel: apelant și intimat.
- La judecata în recurs: recurent și intimat.
- La contestația în anulare: contestator și intimat.
- La judecata unei cereri de revizuire: revizuent și intimat.
- În cazul executării silite: creditor și debitor.

## Capacitatea procesuală
Pentru a-și valorifica pretenția, o persoană trebuie să aibă un interes născut și actual; altfel, dreptul se pierde. Interesul trebuie să fie personal și direct, adică persoana acționează în judecată pentru prejudiciul pe care l-a suferit, nu altcineva. O persoană poate iniția o acțiune doar după ce a împlinit 18 ani și nu a fost pusă sub interdicție judecătorească. Persoanele juridice pot sta în judecată de la înființare și până la încetarea existenței lor ca entitate juridică. Asociațiile și societățile neînregistrate ca persoane juridice pot fi pârâte dacă au organe de conducere. Dacă o persoană nu îndeplinește condițiile legale pentru a formula o cerere în instanță, aceasta va fi anulată. Ministerul Public poate iniția acțiuni civile pentru apărarea drepturilor și intereselor legitime ale minorilor, persoanelor puse sub interdicție și dispăruților, precum și în alte cazuri prevăzute de lege.

## Minorii în proces
Femeia care a împlinit 16 ani sau care s-a căsătorit înainte de a împlini această vârstă poate formula acțiuni în instanță, cu condiția ca anularea căsătoriei să nu aibă loc înainte de 18 ani. Minorii sub 14 ani și cei puși sub interdicție nu pot fi parte în proces decât prin intermediul reprezentanților legali: părinți, tutore sau curator. Dacă un minor nu are reprezentant legal și un litigiu necesită soluționare urgentă, instanța poate numi un curator special. Actele de dispoziție, cum ar fi vânzarea sau donația, care afectează patrimoniul minorilor sub 14 ani sau al celor cu vârsta între 14 și 18 ani, necesită autorizarea specială a autorității tutelare.

## Coparticiparea procesuală
Când într-un proces sunt mai mulți reclamanți sau pârâți, se vorbește despre coparticipare procesuală. Aceasta asigură evitarea hotărârilor contradictorii și contribuie la economisirea timpului și cheltuielilor. Coparticiparea este facultativă, de exemplu, în cazurile de încălcare a dreptului de coproprietate. Este obligatorie în împărțirea succesorală, unde trebuie să participe toți moștenitorii; altfel, împărțirea devine nulă.

## Drepturi procedurale
Legea conferă justițiabililor următoarele drepturi în fața instanței:
- Dreptul de a adresa cereri instanței.
- Dreptul de a cunoaște termenul și locul judecății.
- Dreptul de a discuta problemele ridicate în proces.
- Dreptul de a propune probe pentru susținerea pretențiilor și combaterea afirmațiilor adversarului.
- Dreptul de a cunoaște toate actele din dosar și de a solicita copii.
- Dreptul de a folosi limba maternă sau de a avea un interpret.
- Dreptul de a fi asistat și reprezentat de un avocat sau mandatar.
- Dreptul de a recuza judecători, procurori, grefieri, experți, interpreți și traducători.
- Dreptul de a solicita strămutarea procesului.
- Dreptul de a renunța la judecată sau la dreptul pretins.
- Dreptul de a încheia o tranzacție.
- Dreptul de a solicita cheltuieli de judecată în cazul câștigării procesului.
- Dreptul de a exercita căile de atac prevăzute de lege.
- Dreptul de a cere executarea silită.

## Obligații procedurale
În orice proces, justițiabilii au obligația de a folosi drepturile procedurale cu bună-credință și de a spune adevărul. Îndatoririle acestora includ:
- Îndeplinirea obligațiilor conform legii sau deciziilor judecătorești.
- Urmărirea desfășurării procesului.
- Dovada pretențiilor și apărării.
- Comunicația între părți și instanță.
- Avansarea cheltuielilor pentru martori, expertize și acte de la terți.
- Plata cheltuielilor de judecată în caz de pierdere.

Dacă o parte își exercită drepturile cu rea-credință, aceasta comite un abuz de drept, sancționat de lege. Instanța poate suspenda judecata dacă desfășurarea normală a procesului este împiedicată din vina unei părți. Reluarea judecății se poate face doar după îndeplinirea obligațiilor prevăzute. În plus, partea care a amânat judecata din culpă poate fi obligată la despăgubiri. Probele nu pot fi invocate după termenul stabilit, cu excepția cazurilor justificate. Înscrisurile rămân la dosar și nu pot fi retrase fără consimțământul părții adverse.

## Resurse
1. Terții în procesul civil
2. Reprezentarea și asistența judiciară în materie penală
3. Reprezentarea și asistența judiciară în materie civilă
4. Reabilitarea
5. Punerea în executare a hotarârii penale
6. Probele în procesul penal - martorul
7. Probele în procesul civil - martorul
8. Probele în procesul civil - interogatoriul (mărturisirea)
9. Probele în procesul civil - înscrisurile
10. Probele în procesul civil - expertiza și cercetarea la fața locului
11. Privarea de libertate
12. Părțile în procesul penal
13. Părțile în procesul civil - drepturi și obligații
14. Ordonanța președințială
15. Modurile de sesizare a organelor judiciare
16. Judecata în materie penală
17. Judecata în materie civilă
18. Incompatibilitatea, abținerea, recuzarea, strămutarea (în materie penală)
19. Incompatibilitatea, abținerea, recuzarea, strămutarea (în materie civilă)
20. Hotărârea judecătorească pronunțată în materie civilă
21. Hotărârea judecătorească - îndreptarea erorilor materiale
22. Executarea silită în materie civilă
23. Divorțul
24. Contestația la executarea silită
25. Competența instanțelor în materie civilă
26. Cererea de chemare în judecată
27. Căile de atac ordinare în materie penală - apelul și recursul
28. Căile de atac ordinare în materie civilă - apelul
29. Căile de atac extraordinare în materie penală - contestația în anulare și revizuirea
30. Căile de atac extraordinare în materie civilă - revizuirea
31. Căile de atac extraordinare în materie civilă - recursul
32. Căile de atac extraordinare în materie civilă - contestația în anulare